# تلمبه کشاورزی اکبرآباد
تلمبه کشاورزی اکبرآباد، یک آبادی از توابع بخش راین، شهرستان کرمان در استان کرمان ایران است.

## جمعیت
این آبادی در دهستان راین قرار دارد و براساس سرشماری مرکز آمار ایران در سال ۱۳۹۵، جمعیت آن ۳۸ نفر (۱۱ خانوار) بوده است.